# Objaw Murphy’ego
Objaw Murphy`ego – objaw chorobowy służący do różnicowania bólu w okolicy podżebrowej prawej. Uważa się, że jest dodatni w przypadku ostrego zapalenia pęcherzyka żółciowego i jego kamicy, natomiast ujemny w przypadku zapalenia dróg żółciowych bądź ich kamicy.
Badanie objawu wykonuje się w pozycji leżącej na wznak, polega na położeniu dłoni w okolicy podżebrowej prawej w linii środkowo-obojczykowej (lokalizacja pęcherzyka żółciowego) i nakazanie wykonania przez badanego głębokiego wdechu.
Objaw uważa się za dodatni, jeśli badany przerwie wdech, co spowodowane jest bólem. W trakcie wdechu rozprężające się płuca oraz napinająca się przepona powodują ruch znajdujących się poniżej wątroby oraz leżącego na jej dolnym brzegu pęcherzyka żółciowego, który obniżając się przy wdechu uderza w palce badającego, powodując w przypadku jego stanu zapalnego ból i odruchowe wstrzymanie oddechu.
Objaw opisał amerykański chirurg John Benjamin Murphy (1857–1916).